# Довгоносики бульбочкові
Довгоносики бульбочкові[джерело?] (лат. Sitona) — великий рід довгоносикоподібних родини Довгоносики, що походить із Неарктики та Палеарктики. Описано понад 100 видів. Sitona легко відрізнити від споріднених родів за плоскою лежачою лускою на нижніх щелепах, за відсутністю овального рубця на нижніх щелепах, за коротким і широким рострумом з глибокою поздовжньою серединною борозенкою та за щільною лускою на тілі.
Sitona харчується бобовими, рослинами сімейства бобові. Личинки поїдають кореневі бульбочки, а дорослі — листя. Кілька видів Sitona є сільськогосподарськими шкідниками бобових, особливо в інтродукованих регіонах, у популяціях у Південній Африці, Австралії та Новій Зеландії.

## Види
- Sitona aliceae[5]
- Sitona aquilonius[6]
- Sitona bicolor
- Sitona brucki
- Sitona californius[6]
- Sitona concavirostris
- Sitona crinitus
- Sitona cylindricollis
- Sitona demoflysi
- Sitona desertus[6]
- Sitona discoideus Gyllenhal
- Sitona fairmairei Allard, 1869
- Sitona flavescens
- Sitona fronto
- Sitona hispidulus
- Sitona lepidus Gyllenhal
- Sitona lineatus
- Sitona lineellus[6]
- Sitona maroccanus
- Sitona planifrons
- Sitona puncticollis
- Sitona sulcifrons
- Sitona syriacus
- Sitona tanneri[6]
- Sitona vittatus[6]
- Sitona volkovitshi[4]
- Sitona wahrmani[5]